# Volta à Romandia de 2011
A 65.ª edição da Volta à Romandia disputou-se de 25 de abril ao 2 de maio. Levou-se a cabo em cinco etapas, precedidas por um prólogo, para uma distância total de 694,9 km.
A carreira fez parte do UCI World Tour de 2011.
O ganhador final foi Cadel Evans por adiante de Tony Martin e Alexandr Vinokourov, respectivamente.
Nas classificações secundárias impuseram-se Chris Anker Sørensen (montanha), Matthias Brändle (sprints) e Garmin-Cervélo (equipas).

## Equipas participantes
Tomaram parte na carreira 20 equipas: os 18 de categoria UCI ProTeam (ao ter obrigada a sua participação); mais 2 de categoria Profissional Continental mediante convite da organização (Team Europcar e Geox-TMC). Formando assim um pelotão de 155 ciclistas, com 8 corredores a cada equipa (excepto a Lampre-ISD, Team Europcar e Vacansoleil-DCM que saíram com 7 e a Omega Pharma-Lotto que saiu com 6), dos que acabaram 133. As equipas participantes foram:
| Equipes ProTeam (18)- Ag2r La Mondiale - Astana - BMC Racing Team - Euskaltel-Euskadi - Garmin-Cervélo - HTC-Highroad - Katusha - Lampre-ISD - Leopard-Trek - Liquigas-Cannondale - Movistar Team - Omega Pharma-Lotto - Quick Step Cycling Team - Rabobank - Team RadioShack - Saxo Bank-Sungard - Sky ProCycling - Vacansoleil-DCM Equipes profissionais Continentais (2)- Geox-TMC - Team Europcar |
| |

## Etapas
| Etapa   | Data    | Percurso                    | type                      | Distância (km) | Vencedor             | Líder geral          |
| ------- | ------- | --------------------------- | ------------------------- | -------------- | -------------------- | -------------------- |
| Prólogo | 26 abr. | Martigny – Martigny         | prólogo                   | 3,5            | Jonathan Castroviejo | Jonathan Castroviejo |
| 1       | 27 abr. | Martigny – Leysin           |                           | 171,5          | Pavel Brutt          | Pavel Brutt          |
| 2       | 28 abr. | Romont – Romont             |                           | 168,3          | Damiano Cunego       | Pavel Brutt          |
| 3       | 29 abr. | Thierrens – Neuchâtel       |                           | 166,5          | Alekszandr Vinokurov | Pavel Brutt          |
| 4       | 30 abr. | Aubonne – Signal de Bougy   | contrarrelógio individual | 20,5           | David Zabriskie      | Cadel Evans          |
| 5       | 1 mai.  | Champagne (Suíça) – Genebra |                           | 164,6          | Ben Swift            | Cadel Evans          |

## Desenvolvimento da carreira

### Prólogo
| Martigny - Martigny | prólogo | (3,5 km) |

| \| Classificação por etapas \| Classificação por etapas \| Classificação por etapas \| Classificação por etapas \| Classificação por etapas \| \| Ciclista \| Ciclista \| Equipe \| Tempo \| \| \| ------------------------ \| ------------------------ \| ------------------------ \| ------------------------ \| ------------------------ \| \| 1. \| Jonathan Castroviejo \| Euskaltel-Euskadi \| 3m40s \| \| \| 2. \| Taylor Phinney \| BMC Racing Team \| + 0s \| \| \| 3. \| Leigh Howard \| HTC-Highroad \| + 1s \| \| \| 4. \| Geoffroy Lequatre \| Team RadioShack \| + 2s \| \| \| 5. \| David Millar \| Garmin-Cervélo \| + 2s \| \| \| 6. \| Dennis van Winden \| Rabobank \| + 3s \| \| \| 7. \| Patrick Gretsch \| HTC-Highroad \| + 3s \| \| \| 8. \| Mark Renshaw \| HTC-Highroad \| + 4s \| \| \| 9. \| Alekszandr Vinokurov \| Astana \| + 4s \| \| \| 10. \| Daniele Bennati \| Leopard-Trek \| + 4s \| \| |                      |                   |       |
| |                      |                   |       |
| |                      |                   |       |
| Classificação por etapas |                      |                   |       |
| Ciclista | Ciclista             | Equipe            | Tempo |
| 1. | Jonathan Castroviejo | Euskaltel-Euskadi | 3m40s |
| 2. | Taylor Phinney       | BMC Racing Team   | + 0s  |
| 3. | Leigh Howard         | HTC-Highroad      | + 1s  |
| 4. | Geoffroy Lequatre    | Team RadioShack   | + 2s  |
| 5. | David Millar         | Garmin-Cervélo    | + 2s  |
| 6. | Dennis van Winden    | Rabobank          | + 3s  |
| 7. | Patrick Gretsch      | HTC-Highroad      | + 3s  |
| 8. | Mark Renshaw         | HTC-Highroad      | + 4s  |
| 9. | Alekszandr Vinokurov | Astana            | + 4s  |
| 10. | Daniele Bennati      | Leopard-Trek      | + 4s  |

| \| Classificação geral \| Classificação geral \| Classificação geral \| Classificação geral \| Classificação geral \| \| Ciclista \| Ciclista \| Equipe \| Tempo \| \| \| ------------------- \| -------------------- \| ------------------- \| ------------------- \| ------------------- \| \| 1. \| Jonathan Castroviejo \| Euskaltel-Euskadi \| 3m40s \| \| \| 2. \| Taylor Phinney \| BMC Racing Team \| + 0s \| \| \| 3. \| Leigh Howard \| HTC-Highroad \| + 1s \| \| \| 4. \| Geoffroy Lequatre \| Team RadioShack \| + 2s \| \| \| 5. \| David Millar \| Garmin-Cervélo \| + 2s \| \| \| 6. \| Dennis van Winden \| Rabobank \| + 3s \| \| \| 7. \| Patrick Gretsch \| HTC-Highroad \| + 3s \| \| \| 8. \| Mark Renshaw \| HTC-Highroad \| + 4s \| \| \| 9. \| Alekszandr Vinokurov \| Astana \| + 4s \| \| \| 10. \| Daniele Bennati \| Leopard-Trek \| + 4s \| \| |                      |                   |       |
| |                      |                   |       |
| |                      |                   |       |
| Classificação geral |                      |                   |       |
| Ciclista | Ciclista             | Equipe            | Tempo |
| 1. | Jonathan Castroviejo | Euskaltel-Euskadi | 3m40s |
| 2. | Taylor Phinney       | BMC Racing Team   | + 0s  |
| 3. | Leigh Howard         | HTC-Highroad      | + 1s  |
| 4. | Geoffroy Lequatre    | Team RadioShack   | + 2s  |
| 5. | David Millar         | Garmin-Cervélo    | + 2s  |
| 6. | Dennis van Winden    | Rabobank          | + 3s  |
| 7. | Patrick Gretsch      | HTC-Highroad      | + 3s  |
| 8. | Mark Renshaw         | HTC-Highroad      | + 4s  |
| 9. | Alekszandr Vinokurov | Astana            | + 4s  |
| 10. | Daniele Bennati      | Leopard-Trek      | + 4s  |

### Etapa 1
| Martigny - Leysin |  | (171,5 km) |

| \| Classificação por etapas \| Classificação por etapas \| Classificação por etapas \| Classificação por etapas \| Classificação por etapas \| \| Ciclista \| Ciclista \| Equipe \| Tempo \| \| \| ------------------------ \| ------------------------ \| ------------------------ \| ------------------------ \| ------------------------ \| \| 1. \| Pavel Brutt \| Katusha \| 4h27m41s \| \| \| 2. \| Oleksandr Kvachuk \| Lampre-ISD \| + 56s \| \| \| 3. \| Branislau Samoilau \| Movistar Team \| + 1m15s \| \| \| 4. \| Jack Bobridge \| Garmin-Cervélo \| + 1m23s \| \| \| 5. \| Damiano Cunego \| Lampre-ISD \| + 1m59s \| \| \| 6. \| Beñat Intxausti \| Movistar Team \| + 2m01s \| \| \| 7. \| Cadel Evans \| BMC Racing Team \| + 2m03s \| \| \| 8. \| Chris Froome \| Team Sky \| + 2m05s \| \| \| 9. \| David López García \| Movistar Team \| + 2m05s \| \| \| 10. \| Simon Špilak \| Lampre-ISD \| + 2m05s \| \| |                    |                 |          |
| |                    |                 |          |
| |                    |                 |          |
| Classificação por etapas |                    |                 |          |
| Ciclista | Ciclista           | Equipe          | Tempo    |
| 1. | Pavel Brutt        | Katusha         | 4h27m41s |
| 2. | Oleksandr Kvachuk  | Lampre-ISD      | + 56s    |
| 3. | Branislau Samoilau | Movistar Team   | + 1m15s  |
| 4. | Jack Bobridge      | Garmin-Cervélo  | + 1m23s  |
| 5. | Damiano Cunego     | Lampre-ISD      | + 1m59s  |
| 6. | Beñat Intxausti    | Movistar Team   | + 2m01s  |
| 7. | Cadel Evans        | BMC Racing Team | + 2m03s  |
| 8. | Chris Froome       | Team Sky        | + 2m05s  |
| 9. | David López García | Movistar Team   | + 2m05s  |
| 10. | Simon Špilak       | Lampre-ISD      | + 2m05s  |

| \| Classificação geral \| Classificação geral \| Classificação geral \| Classificação geral \| Classificação geral \| \| Ciclista \| Ciclista \| Equipe \| Tempo \| \| \| ------------------- \| -------------------- \| ------------------- \| ------------------- \| ------------------- \| \| 1. \| Pavel Brutt \| Katusha \| 4h31m26s \| \| \| 2. \| Oleksandr Kvachuk \| Lampre-ISD \| + 1m00s \| \| \| 3. \| Branislau Samoilau \| Movistar Team \| + 1m22s \| \| \| 4. \| Jack Bobridge \| Garmin-Cervélo \| + 1m31s \| \| \| 5. \| Alekszandr Vinokurov \| Astana \| + 2m04s \| \| \| 6. \| Gorka Verdugo \| Euskaltel-Euskadi \| + 2m04s \| \| \| 7. \| Cadel Evans \| BMC Racing Team \| + 2m06s \| \| \| 8. \| Steve Morabito \| BMC Racing Team \| + 2m08s \| \| \| 9. \| Damiano Cunego \| Lampre-ISD \| + 2m08s \| \| \| 10. \| Beñat Intxausti \| Movistar Team \| + 2m09s \| \| |                      |                   |          |
| |                      |                   |          |
| |                      |                   |          |
| Classificação geral |                      |                   |          |
| Ciclista | Ciclista             | Equipe            | Tempo    |
| 1. | Pavel Brutt          | Katusha           | 4h31m26s |
| 2. | Oleksandr Kvachuk    | Lampre-ISD        | + 1m00s  |
| 3. | Branislau Samoilau   | Movistar Team     | + 1m22s  |
| 4. | Jack Bobridge        | Garmin-Cervélo    | + 1m31s  |
| 5. | Alekszandr Vinokurov | Astana            | + 2m04s  |
| 6. | Gorka Verdugo        | Euskaltel-Euskadi | + 2m04s  |
| 7. | Cadel Evans          | BMC Racing Team   | + 2m06s  |
| 8. | Steve Morabito       | BMC Racing Team   | + 2m08s  |
| 9. | Damiano Cunego       | Lampre-ISD        | + 2m08s  |
| 10. | Beñat Intxausti      | Movistar Team     | + 2m09s  |

### Etapa 2
| Romont - Romont |  | (168,3 km) |

| \| Classificação por etapas \| Classificação por etapas \| Classificação por etapas \| Classificação por etapas \| Classificação por etapas \| \| Ciclista \| Ciclista \| Equipe \| Tempo \| \| \| ------------------------ \| ------------------------ \| ------------------------ \| ------------------------ \| ------------------------ \| \| 1. \| Damiano Cunego \| Lampre-ISD \| 4h10m53s \| \| \| 2. \| Cadel Evans \| BMC Racing Team \| + 2s \| \| \| 3. \| Alekszandr Vinokurov \| Astana \| + 2s \| \| \| 4. \| Rui Costa \| Movistar Team \| + 2s \| \| \| 5. \| David López García \| Movistar Team \| + 2s \| \| \| 6. \| Beñat Intxausti \| Movistar Team \| + 2s \| \| \| 7. \| Andrew Talansky \| Garmin-Cervélo \| + 2s \| \| \| 8. \| Tony Martin \| HTC-Highroad \| + 2s \| \| \| 9. \| Denis Menchov \| Geox-TMC \| + 2s \| \| \| 10. \| Pieter Weening \| Rabobank \| + 2s \| \| |                      |                 |          |
| |                      |                 |          |
| |                      |                 |          |
| Classificação por etapas |                      |                 |          |
| Ciclista | Ciclista             | Equipe          | Tempo    |
| 1. | Damiano Cunego       | Lampre-ISD      | 4h10m53s |
| 2. | Cadel Evans          | BMC Racing Team | + 2s     |
| 3. | Alekszandr Vinokurov | Astana          | + 2s     |
| 4. | Rui Costa            | Movistar Team   | + 2s     |
| 5. | David López García   | Movistar Team   | + 2s     |
| 6. | Beñat Intxausti      | Movistar Team   | + 2s     |
| 7. | Andrew Talansky      | Garmin-Cervélo  | + 2s     |
| 8. | Tony Martin          | HTC-Highroad    | + 2s     |
| 9. | Denis Menchov        | Geox-TMC        | + 2s     |
| 10. | Pieter Weening       | Rabobank        | + 2s     |

| \| Classificação geral \| Classificação geral \| Classificação geral \| Classificação geral \| Classificação geral \| \| Ciclista \| Ciclista \| Equipe \| Tempo \| \| \| ------------------- \| -------------------- \| ------------------- \| ------------------- \| ------------------- \| \| 1. \| Pavel Brutt \| Katusha \| 8h43m39s \| \| \| 2. \| Damiano Cunego \| Lampre-ISD \| + 38s \| \| \| 3. \| Cadel Evans \| BMC Racing Team \| + 42s \| \| \| 4. \| Alekszandr Vinokurov \| Astana \| + 42s \| \| \| 5. \| Gorka Verdugo \| Euskaltel-Euskadi \| + 46s \| \| \| 6. \| Steve Morabito \| BMC Racing Team \| + 50s \| \| \| 7. \| Beñat Intxausti \| Movistar Team \| + 51s \| \| \| 8. \| Oliver Zaugg \| Leopard-Trek \| + 51s \| \| \| 9. \| Pieter Weening \| Rabobank \| + 51s \| \| \| 10. \| Thomas Rohregger \| Leopard-Trek \| + 52s \| \| |                      |                   |          |
| |                      |                   |          |
| |                      |                   |          |
| Classificação geral |                      |                   |          |
| Ciclista | Ciclista             | Equipe            | Tempo    |
| 1. | Pavel Brutt          | Katusha           | 8h43m39s |
| 2. | Damiano Cunego       | Lampre-ISD        | + 38s    |
| 3. | Cadel Evans          | BMC Racing Team   | + 42s    |
| 4. | Alekszandr Vinokurov | Astana            | + 42s    |
| 5. | Gorka Verdugo        | Euskaltel-Euskadi | + 46s    |
| 6. | Steve Morabito       | BMC Racing Team   | + 50s    |
| 7. | Beñat Intxausti      | Movistar Team     | + 51s    |
| 8. | Oliver Zaugg         | Leopard-Trek      | + 51s    |
| 9. | Pieter Weening       | Rabobank          | + 51s    |
| 10. | Thomas Rohregger     | Leopard-Trek      | + 52s    |

### Etapa 3
| Thierrens - Neuchâtel |  | (166,5 km) |

| \| Classificação por etapas \| Classificação por etapas \| Classificação por etapas \| Classificação por etapas \| Classificação por etapas \| \| Ciclista \| Ciclista \| Equipe \| Tempo \| \| \| ------------------------ \| ------------------------ \| ------------------------ \| ------------------------ \| ------------------------ \| \| 1. \| Alekszandr Vinokurov \| Astana \| 3h47m55s \| \| \| 2. \| Mikaël Cherel \| AG2R La Mondiale \| + 0s \| \| \| 3. \| Tony Martin \| HTC-Highroad \| + 0s \| \| \| 4. \| Ben Swift \| Team Sky \| + 0s \| \| \| 5. \| Óscar Freire \| Rabobank \| + 0s \| \| \| 6. \| Davide Viganò \| Leopard-Trek \| + 0s \| \| \| 7. \| Geoffroy Lequatre \| Team RadioShack \| + 0s \| \| \| 8. \| Alan Pérez \| Euskaltel-Euskadi \| + 0s \| \| \| 9. \| Manuele Mori \| Lampre-ISD \| + 0s \| \| \| 10. \| Rob Ruijgh \| Vacansoleil-DCM \| + 0s \| \| |                      |                   |          |
| |                      |                   |          |
| |                      |                   |          |
| Classificação por etapas |                      |                   |          |
| Ciclista | Ciclista             | Equipe            | Tempo    |
| 1. | Alekszandr Vinokurov | Astana            | 3h47m55s |
| 2. | Mikaël Cherel        | AG2R La Mondiale  | + 0s     |
| 3. | Tony Martin          | HTC-Highroad      | + 0s     |
| 4. | Ben Swift            | Team Sky          | + 0s     |
| 5. | Óscar Freire         | Rabobank          | + 0s     |
| 6. | Davide Viganò        | Leopard-Trek      | + 0s     |
| 7. | Geoffroy Lequatre    | Team RadioShack   | + 0s     |
| 8. | Alan Pérez           | Euskaltel-Euskadi | + 0s     |
| 9. | Manuele Mori         | Lampre-ISD        | + 0s     |
| 10. | Rob Ruijgh           | Vacansoleil-DCM   | + 0s     |

| \| Classificação geral \| Classificação geral \| Classificação geral \| Classificação geral \| Classificação geral \| \| Ciclista \| Ciclista \| Equipe \| Tempo \| \| \| ------------------- \| -------------------- \| ------------------- \| ------------------- \| ------------------- \| \| 1. \| Pavel Brutt \| Katusha \| 12h32m34s \| \| \| 2. \| Alekszandr Vinokurov \| Astana \| + 32s \| \| \| 3. \| Damiano Cunego \| Lampre-ISD \| + 38s \| \| \| 4. \| Cadel Evans \| BMC Racing Team \| + 42s \| \| \| 5. \| Gorka Verdugo \| Euskaltel-Euskadi \| + 46s \| \| \| 6. \| Steve Morabito \| BMC Racing Team \| + 50s \| \| \| 7. \| Beñat Intxausti \| Movistar Team \| + 51s \| \| \| 8. \| Oliver Zaugg \| Leopard-Trek \| + 51s \| \| \| 9. \| Pieter Weening \| Rabobank \| + 51s \| \| \| 10. \| Thomas Rohregger \| Leopard-Trek \| + 52s \| \| |                      |                   |           |
| |                      |                   |           |
| |                      |                   |           |
| Classificação geral |                      |                   |           |
| Ciclista | Ciclista             | Equipe            | Tempo     |
| 1. | Pavel Brutt          | Katusha           | 12h32m34s |
| 2. | Alekszandr Vinokurov | Astana            | + 32s     |
| 3. | Damiano Cunego       | Lampre-ISD        | + 38s     |
| 4. | Cadel Evans          | BMC Racing Team   | + 42s     |
| 5. | Gorka Verdugo        | Euskaltel-Euskadi | + 46s     |
| 6. | Steve Morabito       | BMC Racing Team   | + 50s     |
| 7. | Beñat Intxausti      | Movistar Team     | + 51s     |
| 8. | Oliver Zaugg         | Leopard-Trek      | + 51s     |
| 9. | Pieter Weening       | Rabobank          | + 51s     |
| 10. | Thomas Rohregger     | Leopard-Trek      | + 52s     |

### Etapa 4
| Aubonne - Signal de Bougy | contrarrelógio individual | (20,5 km) |

| \| Classificação por etapas \| Classificação por etapas \| Classificação por etapas \| Classificação por etapas \| Classificação por etapas \| \| Ciclista \| Ciclista \| Equipe \| Tempo \| \| \| ------------------------ \| ------------------------ \| ------------------------ \| ------------------------ \| ------------------------ \| \| 1. \| David Zabriskie \| Garmin-Cervélo \| 27m57s \| \| \| 2. \| Richie Porte \| Saxo Bank-Sungard \| + 2s \| \| \| 3. \| Lieuwe Westra \| Vacansoleil-DCM \| + 16s \| \| \| 4. \| Bradley Wiggins \| Team Sky \| + 18s \| \| \| 5. \| Tony Martin \| HTC-Highroad \| + 27s \| \| \| 6. \| Andrew Talansky \| Garmin-Cervélo \| + 42s \| \| \| 7. \| Steven Kruijswijk \| Rabobank \| + 43s \| \| \| 8. \| Cadel Evans \| BMC Racing Team \| + 45s \| \| \| 9. \| Jonathan Castroviejo \| Euskaltel-Euskadi \| + 48s \| \| \| 10. \| Linus Gerdemann \| Leopard-Trek \| + 54s \| \| |                      |                   |        |
| |                      |                   |        |
| |                      |                   |        |
| Classificação por etapas |                      |                   |        |
| Ciclista | Ciclista             | Equipe            | Tempo  |
| 1. | David Zabriskie      | Garmin-Cervélo    | 27m57s |
| 2. | Richie Porte         | Saxo Bank-Sungard | + 2s   |
| 3. | Lieuwe Westra        | Vacansoleil-DCM   | + 16s  |
| 4. | Bradley Wiggins      | Team Sky          | + 18s  |
| 5. | Tony Martin          | HTC-Highroad      | + 27s  |
| 6. | Andrew Talansky      | Garmin-Cervélo    | + 42s  |
| 7. | Steven Kruijswijk    | Rabobank          | + 43s  |
| 8. | Cadel Evans          | BMC Racing Team   | + 45s  |
| 9. | Jonathan Castroviejo | Euskaltel-Euskadi | + 48s  |
| 10. | Linus Gerdemann      | Leopard-Trek      | + 54s  |

| \| Classificação geral \| Classificação geral \| Classificação geral \| Classificação geral \| Classificação geral \| \| Ciclista \| Ciclista \| Equipe \| Tempo \| \| \| ------------------- \| -------------------- \| ------------------- \| ------------------- \| ------------------- \| \| 1. \| Cadel Evans \| BMC Racing Team \| 13h00m58s \| \| \| 2. \| Tony Martin \| HTC-Highroad \| + 18s \| \| \| 3. \| Alekszandr Vinokurov \| Astana \| + 19s \| \| \| 4. \| Marco Pinotti \| HTC-Highroad \| + 31s \| \| \| 5. \| Beñat Intxausti \| Movistar Team \| + 41s \| \| \| 6. \| Pieter Weening \| Rabobank \| + 51s \| \| \| 7. \| Janez Brajkovič \| Team RadioShack \| + 52s \| \| \| 8. \| Pavel Brutt \| Katusha \| + 58s \| \| \| 9. \| Andrew Talansky \| Garmin-Cervélo \| + 59s \| \| \| 10. \| David Millar \| Garmin-Cervélo \| + 1m00s \| \| |                      |                 |           |
| |                      |                 |           |
| |                      |                 |           |
| Classificação geral |                      |                 |           |
| Ciclista | Ciclista             | Equipe          | Tempo     |
| 1. | Cadel Evans          | BMC Racing Team | 13h00m58s |
| 2. | Tony Martin          | HTC-Highroad    | + 18s     |
| 3. | Alekszandr Vinokurov | Astana          | + 19s     |
| 4. | Marco Pinotti        | HTC-Highroad    | + 31s     |
| 5. | Beñat Intxausti      | Movistar Team   | + 41s     |
| 6. | Pieter Weening       | Rabobank        | + 51s     |
| 7. | Janez Brajkovič      | Team RadioShack | + 52s     |
| 8. | Pavel Brutt          | Katusha         | + 58s     |
| 9. | Andrew Talansky      | Garmin-Cervélo  | + 59s     |
| 10. | David Millar         | Garmin-Cervélo  | + 1m00s   |

### Etapa 5
| Champagne (Suíça) - Genebra |  | (164,6 km) |

| \| Classificação por etapas \| Classificação por etapas \| Classificação por etapas \| Classificação por etapas \| Classificação por etapas \| \| Ciclista \| Ciclista \| Equipe \| Tempo \| \| \| ------------------------ \| ------------------------ \| ------------------------ \| ------------------------ \| ------------------------ \| \| 1. \| Ben Swift \| Team Sky \| 3h50m51s \| \| \| 2. \| Davide Viganò \| Leopard-Trek \| + 0s \| \| \| 3. \| Óscar Freire \| Rabobank \| + 0s \| \| \| 4. \| Fabio Sabatini \| Liquigas-Cannondale \| + 0s \| \| \| 5. \| Enrico Gasparotto \| Astana \| + 0s \| \| \| 6. \| Fumiyuki Beppu \| Team RadioShack \| + 0s \| \| \| 7. \| Tony Martin \| HTC-Highroad \| + 0s \| \| \| 8. \| Nicolas Roche \| AG2R La Mondiale \| + 0s \| \| \| 9. \| Yukiya Arashiro \| Team Europcar \| + 0s \| \| \| 10. \| Enrique Sanz \| Movistar Team \| + 0s \| \| |                   |                     |          |
| |                   |                     |          |
| |                   |                     |          |
| Classificação por etapas |                   |                     |          |
| Ciclista | Ciclista          | Equipe              | Tempo    |
| 1. | Ben Swift         | Team Sky            | 3h50m51s |
| 2. | Davide Viganò     | Leopard-Trek        | + 0s     |
| 3. | Óscar Freire      | Rabobank            | + 0s     |
| 4. | Fabio Sabatini    | Liquigas-Cannondale | + 0s     |
| 5. | Enrico Gasparotto | Astana              | + 0s     |
| 6. | Fumiyuki Beppu    | Team RadioShack     | + 0s     |
| 7. | Tony Martin       | HTC-Highroad        | + 0s     |
| 8. | Nicolas Roche     | AG2R La Mondiale    | + 0s     |
| 9. | Yukiya Arashiro   | Team Europcar       | + 0s     |
| 10. | Enrique Sanz      | Movistar Team       | + 0s     |

## Classificações finais
- As classificações finalizaram da seguinte forma:[7]

### Classificação geral

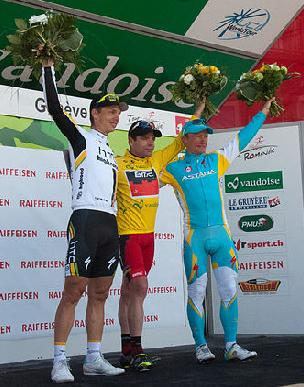
Podio final.

| \| Classificação geral \| Classificação geral \| Classificação geral \| Classificação geral \| Classificação geral \| \| Ciclista \| Ciclista \| Equipe \| Tempo \| \| \| ------------------- \| -------------------- \| ------------------- \| ------------------- \| ------------------- \| \| 1. \| Cadel Evans \| BMC Racing Team \| 16h51m49s \| \| \| 2. \| Tony Martin \| HTC-Highroad \| + 18s \| \| \| 3. \| Alekszandr Vinokurov \| Astana \| + 19s \| \| \| 4. \| Marco Pinotti \| HTC-Highroad \| + 31s \| \| \| 5. \| Beñat Intxausti \| Movistar Team \| + 41s \| \| \| 6. \| Pieter Weening \| Rabobank \| + 51s \| \| \| 7. \| Janez Brajkovič \| Team RadioShack \| + 52s \| \| \| 8. \| Pavel Brutt \| Katusha \| + 58s \| \| \| 9. \| Andrew Talansky \| Garmin-Cervélo \| + 59s \| \| \| 10. \| David Millar \| Garmin-Cervélo \| + 1m00s \| \| |                      |                 |           |
| |                      |                 |           |
| Fonte: ProCyclingStats |                      |                 |           |
| Classificação geral |                      |                 |           |
| Ciclista | Ciclista             | Equipe          | Tempo     |
| 1. | Cadel Evans          | BMC Racing Team | 16h51m49s |
| 2. | Tony Martin          | HTC-Highroad    | + 18s     |
| 3. | Alekszandr Vinokurov | Astana          | + 19s     |
| 4. | Marco Pinotti        | HTC-Highroad    | + 31s     |
| 5. | Beñat Intxausti      | Movistar Team   | + 41s     |
| 6. | Pieter Weening       | Rabobank        | + 51s     |
| 7. | Janez Brajkovič      | Team RadioShack | + 52s     |
| 8. | Pavel Brutt          | Katusha         | + 58s     |
| 9. | Andrew Talansky      | Garmin-Cervélo  | + 59s     |
| 10. | David Millar         | Garmin-Cervélo  | + 1m00s   |

### Classificação da montanha
| Classificação da montanha | Classificação da montanha | Classificação da montanha | Classificação da montanha | Classificação da montanha |
| Ciclista                  | Ciclista                  | Equipe                    | Pontos                    |                           |
| ------------------------- | ------------------------- | ------------------------- | ------------------------- | ------------------------- |
| 1.                        | Chris Anker Sørensen      | Saxo Bank-Sungard         | 32 pts                    |                           |
| 2.                        | Oleksandr Kvachuk         | Lampre-ISD                | 28 pts                    |                           |
| 3.                        | Pavel Brutt               | Katusha                   | 22 pts                    |                           |

### Classificação dos sprints

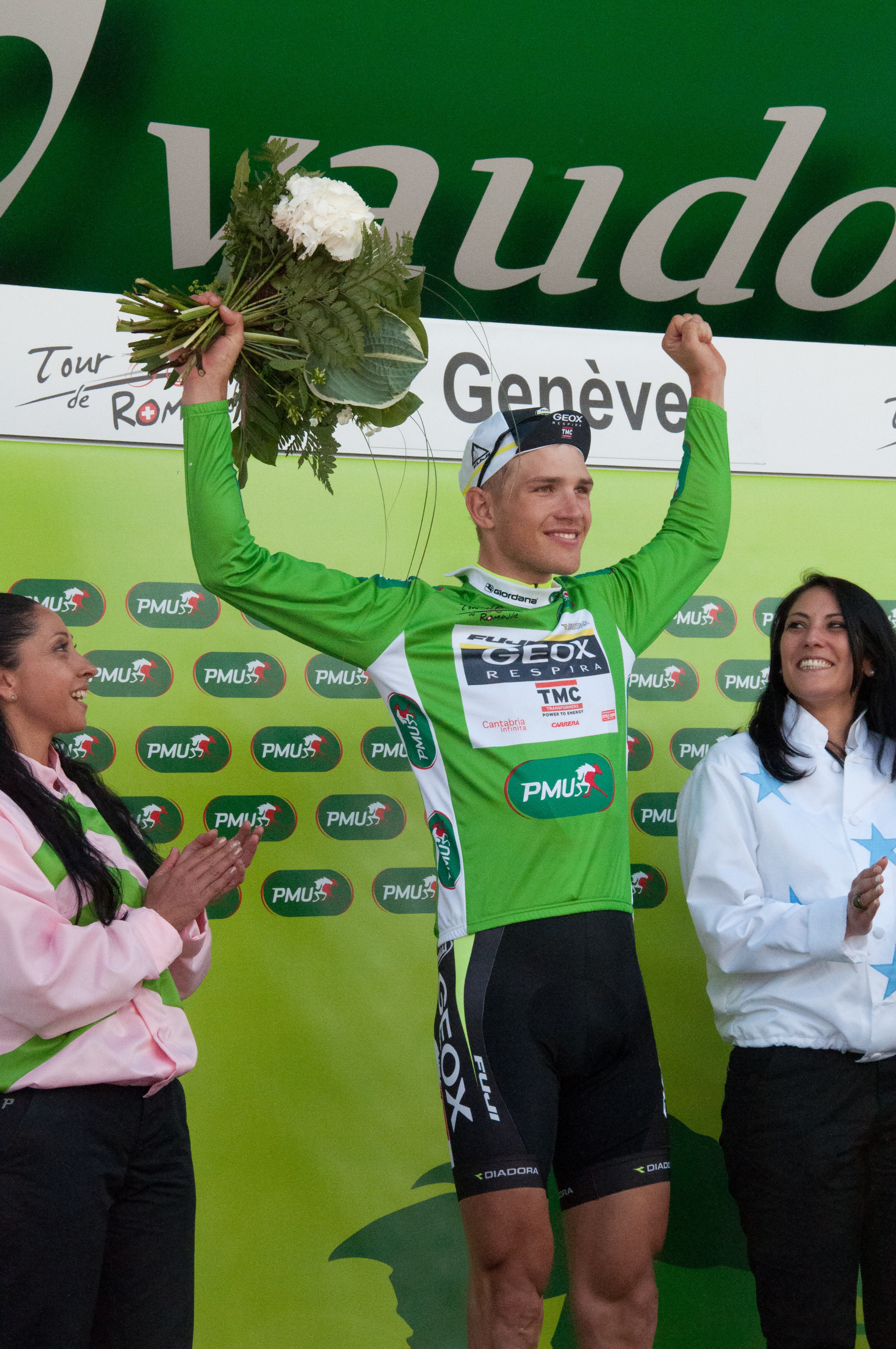
Matthias Brändle, ganhador dos sprints.

| Classificação por velocidade | Classificação por velocidade | Classificação por velocidade | Classificação por velocidade | Classificação por velocidade |
| Ciclista                     | Ciclista                     | Equipe                       | Pontos                       |                              |
| ---------------------------- | ---------------------------- | ---------------------------- | ---------------------------- | ---------------------------- |
| 1.                           | Matthias Brändle             | Geox-TMC                     | 12 pts                       |                              |
| 2.                           | Dario Cioni                  | Team Sky                     | 7 pts                        |                              |
| 3.                           | Pavel Brutt                  | Katusha                      | 6 pts                        |                              |

### Classificação dos jovens
| Classificação dos jovens | Classificação dos jovens | Classificação dos jovens | Classificação dos jovens | Classificação dos jovens |
| Ciclista                 | Ciclista                 | Equipe                   | Tempo                    |                          |
| ------------------------ | ------------------------ | ------------------------ | ------------------------ | ------------------------ |
| 1.                       | Andrew Talansky          | Garmin-Cervélo           | 16h52m48s                |                          |
| 2.                       | Peter Stetina            | Garmin-Cervélo           | + 1m15s                  |                          |
| 3.                       | Cyril Gautier            | Team Europcar            | + 2m18s                  |                          |

### Classificação por equipas
| Classificação por equipes | Classificação por equipes | Classificação por equipes | Classificação por equipes |
| Equipe                    | Equipe                    | Tempo                     |                           |
| ------------------------- | ------------------------- | ------------------------- | ------------------------- |
| 1.                        | Garmin-Cervélo            |                           |                           |
| 2.                        | Movistar Team             |                           |                           |
| 3.                        | Leopard-Trek              |                           |                           |

## Evolução das classificações
| Etapa (Vencedor)                     | Classificação geral  | Classificação da montanha | Classificação dos sprints | Classificação dos jovens | Classificação por equipas |
| ------------------------------------ | -------------------- | ------------------------- | ------------------------- | ------------------------ | ------------------------- |
| Prólogo (CRI) (Jonathan Castroviejo) | Jonathan Castroviejo | não se entregou           | não se entregou           | Jonathan Castroviejo     | HTC-Highroad              |
| 1ª etapa (Pável Brutt)               | Pável Brutt          | Oleksandr Kvachuk         | Pável Brutt               | Jack Bobridge            | Lampre-ISD                |
| 2ª etapa (Damiano Cunego)            | Pável Brutt          | Oleksandr Kvachuk         | Pável Brutt               | Peter Stetina            | Lampre-ISD                |
| 3ª etapa (CRI) (Alexandr Vinokourov) | Pável Brutt          | Oleksandr Kvachuk         | Darío Cioni               | Peter Stetina            | Movistar Team             |
| 4ª etapa (David Zabriskie)           | Cadel Evans          | Oleksandr Kvachuk         | Darío Cioni               | Andrew Talansky          | Garmin-Cervélo            |
| 5ª etapa (Ben Swift)                 | Cadel Evans          | Chris Anker Sørensen      | Mathias Brändle           | Andrew Talansky          | Garmin-Cervélo            |
| Final                                | Cadel Evans          | Chris Anker Sørensen      | Mathias Brändle           | Andrew Talansky          | Garmin-Cervélo            |